# Evan Patak
Evan Hoburg Patak (Santa Maria, 23 giugno 1984) è un pallavolista statunitense.
Gioca nel ruolo di opposto nello Spacer's Toulouse Volley.

## Carriera
La carriera di Evan Patak inizia nel 1998, quando entra a far parte della squadra di pallavolo e della squadra di pallacanestro del Foothill High School. Dal 2003 al 2007 fa parte della squadra di pallavolo della sua università, la University of California, Santa Barbara. Nel 2003 salta la prima stagione con la sua università, ma viene convocato per la XXII Universiade, dove vince la medaglia di bronzo; lo stesso risultato si ripete alla XXIII Universiade.
Nel 2007 inizia la carriera da professionista, ingaggiato dai Playeros de San Juan nella Liga Superior portoricana. Le due stagioni successive gioca in Grecia per l'Athlitikos Syllogos Aris, per poi tornare nella Liga Superior con gli Indios de Mayagüez, ed in Austria per il Vienna hotVolleys, che lascia a metà stagione per tornare nel campionato greco al PAOK. Nel 2008 debutta in nazionale maggiore, con cui vince la medaglia d'oro alla Coppa Panamericana, di cui viene premiato MVP e miglior servizio; un anno dopo è finalista al campionato nordamericano, dove viene premiato nuovamente come miglior servizio.
Le due stagioni successive gioca nel campionato turco con l'Halkbank Spor Kulübü e poi è finalista nella V-League sudcoreana con il Korean Air Jumbos Volleyball Club. Nel 2011 è nuovamente finalista al campionato nordamericano, che gioca come titolare a causa degli infortuni di Clayton Stanley e Gabriel Gardner. Nel dicembre dello stesso anno viene ingaggiato dall'Umbria Volley per disputare la seconda parte della stagione 2011-12, in sostituzione dell'infortunato Saša Starović.
Nella stagione 2012-13 gioca coi Plataneros de Corozal e, una volta terminati gli impegni coi portoricani, firma per il finale di stagione con lo Spacer's Toulouse Volley.

## Palmarès

### Nazionale (competizioni minori)
- Universiadi 2003
- Universiadi 2007
- Coppa Panamericana 2008

### Premi individuali
- 2004 - National Newcomer of the Year
- 2004 - All-America Second Team
- 2005 - All-America First Team
- 2007 - All-America First Team
- 2008 - Coppa Panamericana: MVP
- 2008 - Coppa Panamericana: Miglior servizio
- 2008 - Coppa America: Miglior servizio
- 2009 - Campionato nordamericano: Miglior servizio
- 2011 - V-League: MVP di gennaio
- 2011 - V-League: Miglior servizio